# 張志豪 (2001年)
張志豪（2001年12月29日—）為臺灣男子籃球運動員，場上位置為後衛，現效力於P. LEAGUE+台鋼獵鷹。

## 生平
張志豪為泰雅族人，自永吉國中畢業後進入松山高中就讀，但高中前兩年受到傷勢影響。四年大學生涯張志豪只打了兩年，其中有一年是因為從輔仁大學轉學到國立臺灣體育運動大學必須坐球監，於2024年7月12日，張志豪在P. LEAGUE+新人選秀會第一輪第五順位獲得台鋼獵鷹青睞。7月15日，張志豪與台鋼獵鷹完成簽約。

## 外部連結
- 張志豪在P. LEAGUE+官網
- 張志豪在Flashscore（英语）